# Imrich Stacho
Imrich Stacho (4. listopadu 1931 Trnava – 10. ledna 2006 Piešťany) byl slovenský fotbalista, československý reprezentant, držitel bronzové medaile z mistrovství Evropy 1960 a účastník dvou mistrovství světa, roku 1954 ve Švýcarsku a roku 1958 ve Švédsku (na tom však nenastoupil k žádnému zápasu). Stal se legendou trnavského fotbalu, u fanoušků měl přezdívku Capan. Je pohřben v Malženicích.

## Fotbalová kariéra
Byl fotbalovým brankářem, přesto má na svém kontě jeden reprezentační gól – vstřelil ho z penalty v zápase s Irskem. Jinak nastoupil ve 23 reprezentačních utkáních za Československo. Téměř celou kariéru strávil v dresu Spartaku Trnava – odchytal za ni 211 ligových utkání a z penalt vstřelil 10 gólů.

## Prvoligová bilance
| Ročník          | Zápasy | Góly | Minuty | Nuly | Klub             |
| --------------- | ------ | ---- | ------ | ---- | ---------------- |
| I. liga 1949    | –      | 0    | –      | –    | Kovosmalt Trnava |
| I. liga 1950    | –      | 0    | –      | –    | Kovosmalt Trnava |
| I. liga 1952    | –      | 0    | –      | –    | Kovosmalt Trnava |
| I. liga 1953    | –      | 0    | –      | –    | Tankista Praha   |
| I. liga 1954    | –      | 0    | –      | –    | Tankista Praha   |
| I. liga 1955    | –      | 0    | –      | –    | Spartak Trnava   |
| I. liga 1956    | 20     | 1    | 1800   | 5    | Spartak Trnava   |
| I. liga 1957/58 | 32     | 4    | 2880   | 8    | Spartak Trnava   |
| I. liga 1958/59 | 26     | 2    | 2340   | 8    | Spartak Trnava   |
| I. liga 1959/60 | 22     | 2    | 1878   | 5    | Spartak Trnava   |
| I. liga 1960/61 | 8      | 0    | 720    | 3    | Spartak Trnava   |
| I. liga 1961/62 | 22     | 1    | 1 980  | 5    | Spartak Trnava   |
| I. liga 1964/65 | 11     | 0    | 886    | 3    | Spartak Trnava   |
| I. liga 1965/66 | 9      | 0    | 794    | 3    | Spartak Trnava   |
| CELKEM I. LIGA  | 234    | 10   | –      | –    |                  |